# Kandisha (pel·lícula de 2020)
Kandisha és una pel·lícula de terror francesa dirigida i escrita per Alexandre Bustillo i Julien Maury. La pel·lícula és protagonitzada per Mériem Sarolie, Walid Afkir, Suzy Bemba, Bakary Diombera, Mathilde Lamusse, Félix Glaux-Delporto i Sandor Funtek. Se centra en una adolescent que ha de lluitar per protegir el seu germà petit, amb l'ajuda dels seus dos amics, de l'espectre d'una figura del folklore marroquí que ha convocat sense voler.

## Argument
Tres adolescents amics de la infància invoquen l'esperit d'Aixa Kandixa, la criatura venjadora d'una llegenda marroquina. Quan una d'elles, Amélie, pateix a mans d'un antic xicot, demana a Kandisha que el castigui. El joc aparentment innocent es converteix en un malson quan Kandisha, no satisfeta amb un sol sacrifici, comença a llançar la seva ràbia sobre qualsevol home que trobi, inclosos els seus familiars més propers i estimats. Ara, els tres amics han de fer tot el possible per aturar un mal que vol renéixer utilitzant un d'ells com a hoste humà. Així, l'Amélie i els seus amics busquen ajuda a un equip d'espiritistes islàmics pare i fill, ja que la mateixa Kandisha ha posat la mirada en el germà petit d'Amélie, Antoine.

## Repartiment
- Mathilde Lamusse com a Amélie
- Suzy Bemba com a Bintou
- Samarcande Saadi com a Morjana
- Mériem Sarolie com a Aixa Kandixa
  - Maria José Cazares Godoy com a Aisha Kandisha (primers anys)
  - Brahim Takioullah com a Demon Aisha Kandisha
- Sandor Funtek com a Erwan
- Walid Afkir com a Rector
- Félix Glaux-Delporto com a Antoine
- Nassim Lyes com a Abdel
- Dylan Krief com a Ben
- Bakary Diombera com a Ako
- Mariam Doumbia com a Amimata
- Brahim Hadrami com a Farid
- Lotfi Yahya Jedidi com a imam Ahmed Ibn Fahlan

## Estrena
La pel·lícula es va estrenar a la secció Competició Oficial Fantàstic del LIII Festival Internacional de Cinema Fantàstic de Catalunya el 16 d'octubre de 2020..